# Клайв Баркер (футбольний тренер)
Клайв Баркер (англ. Clive Barker, 23 червня 1944, Дурбан — 10 червня 2023, Дурбан) — південноафриканський футбольний тренер.

## Кар'єра тренера
Розпочав тренерську кар'єру 1974 року, очоливши тренерський штаб клубу «АмаЗулу».
У 1994 році став головним тренером команди ПАР, тренував збірну Південно-Африканської Республіки три роки.
Протягом тренерської кар'єри також очолював команди «Дурбан Сіті», «Сантос» (Кейптаун), «Маріцбург Юнайтед» та «Бідвест Вітс».
Останнім місцем тренерської роботи був клуб «Маріцбург Юнайтед», головним тренером команди якого Клайв Баркер (футболіст) був протягом 2015 року.
Помер 10 червня 2023 року на 79-му році життя в Дурбані.